# Баррос-Бланкос (місто)
Баррос-Бланкос (ісп. Barros Blancos) — місто у східній частині Уругваю, у департаменті Канелонес, що на сході від столиці країни Монтевідео. Адміністративний центр однойменного муніципалітету.

## Географія
Місто розташоване уздовж шляху № 8, що веде із Монтовідео  до Пандо.  За своєю суттю Баррос Бланкос є південним заходом продовженням міської території міста Пандо. 

## Історія
25 червня 1976 місто було перейменоване на Гуан-Антоніо-Артігас. 11 червня 2011 місту була повернена назва Баррос-Бланкос.

## Населення
Згідно даних на 2011 населення складає 31 650 людей .
| Рік  | Населення |
| ---- | --------- |
| 1963 | 5324      |
| 1975 | 8311      |
| 1985 | 10 585    |
| 1996 | 13 464    |
| 2004 | 13 553    |
| 2011 | 31 650    |

Джерело: Instituto Nacional de Estadística de Uruguay